# Clearco de Soles
Clearco de Soles (em grego: Κλέαρχος ο Σολεύς, Kléarchos ho Soleús) foi um filósofo grego peripatético do século IV a.C.

## Biografia
Natural da cidade de Soles, na ilha de Chipre, Clearco era discípulo de Aristóteles, tendo frequentado o Liceu, durante a direção de Teofrasto.
Dedicou-se ao estudo da tradição pitagórica e à descrição das culturas orientais, que parece ter conhecido diretamente ao longo de diversas viagens.
Foi autor de De Somno, uma discussão sobre a existência separada da alma, na qual um personagem dialoga com Aristóteles. Além desta, escreveu várias outras obras, entre elas uma coleção de biografias e um tratado sobre a lisonja, das quais nenhum fragmento chegou até nós
Em seus estudos sobre Astronomia, abandonou a Teoria das Esferas pela Teoria dos Epiciclos.